# Philip José Farmer
Philip José Farmer (Terre Haute, Indiana, 26 de gener de 1918 — Peoria (Illinois), 25 de febrer de 2009) fou un escriptor estatunidenc de ciència-ficció i fantasia.

## Biografia
Philip J. Farmer va néixer a Indiana, fill de George i Lucile Jackson Farmer, però aviat es va traslladar a Peoria (Illinois), on va viure la major part de la seva vida. El 1941 es va casar amb Bette Andre, amb qui va romandre fins a la mort d'ell i amb qui va tenir dos fills. Entre el 1942 i el 1943 va servir en les forces aèries nord-americanes. Després d'abandonar l'exèrcit va reprendre els seus estudis a la Universitat de Bradley, on el 1950 es va graduar en literatura anglesa i escriptura creativa. La reputació de Farmer dins del camp de la ciècia-ficció va començar l'any 1952 amb la publicació del relat «The Lovers», amb el qual va guanyar el seu primer premi Hugo i que posteriorment va desenvolupar com a novel·la.

## Obres (selecció)

### Cicles

#### World of Tiers
- The Maker of Universes (1965)
- The Gates of Creation (1966)
- A Private Cosmos (1968)
- Behind the Walls of Terra (1970)
- The Lavalite World (1977)
- More Than Fire (1993)

#### Riverworld
- To Your Scattered Bodies Go (1971)
- The Fabulous Riverboat (1971)
- The Dark Design (1977)
- The Magic Labyrinth (1980)
- Gods of Riverworld (1983)
- River of Eternity (1983)

#### Dayworld
- Dayworld (1984)
- Dayworld Rebel (1987)
- Dayworld Breakup (1990)

### Novel·les independents
- Flesh (1960)
- The Lovers (1961)
- Dare (1965)
- Greatheart Silver (1982)
- Nothing Burns in Hell (1998)

### Relats
- Strange relations (1960), publicat en català amb el títol Relacions estranyes (Pleniluni, 1985, traducció d'Antoni Ibarz i Joaquim Martí).